# クズネツォフ NK-144

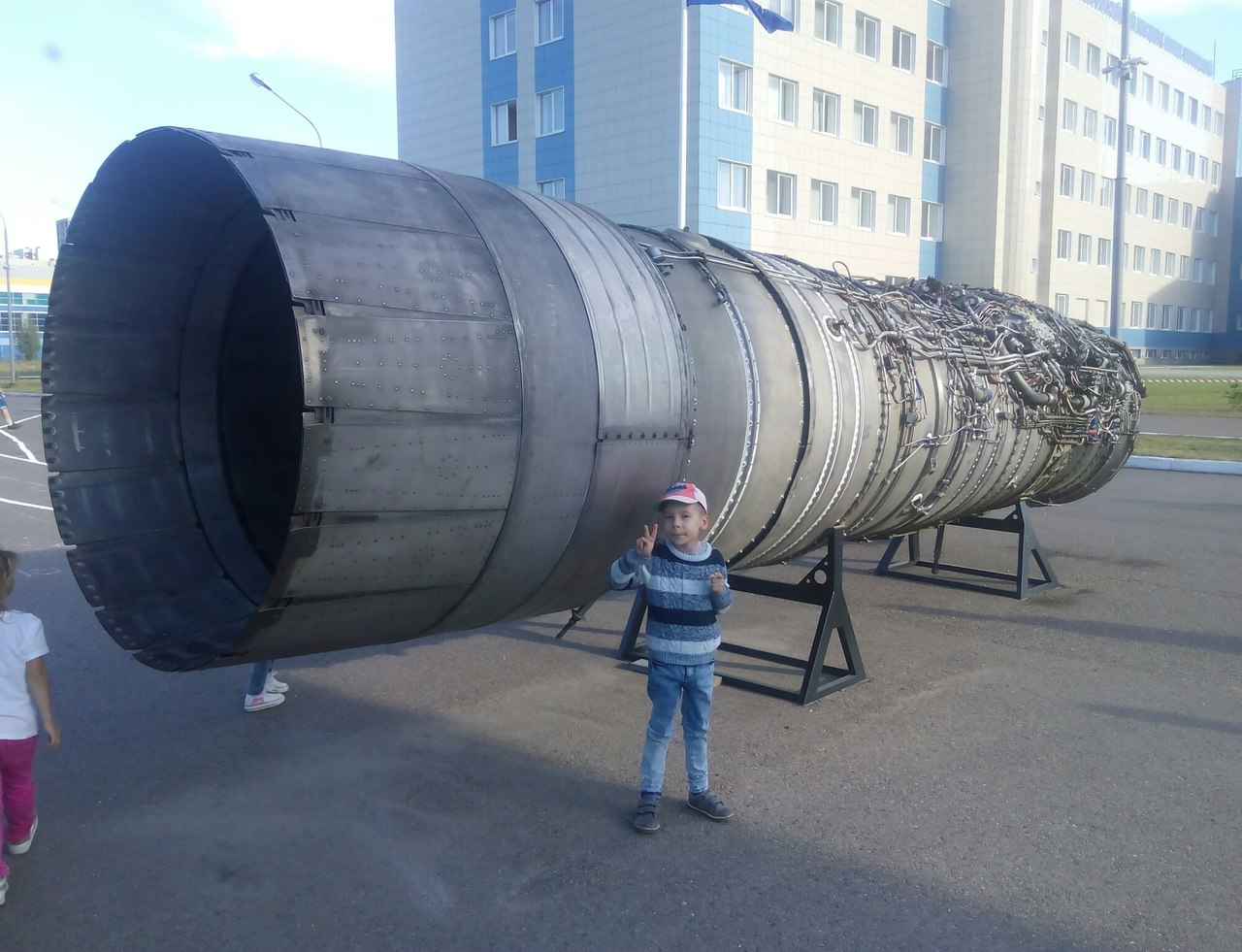
カザンのKAIビルの近くにあるNK-144

クズネツォフNK-144（Kuznetsov NK-144 ）はソビエト連邦のアフターバーナーを備えた低バイパスターボファンエンジンで初期のツポレフ Tu-144超音速旅客機に搭載された。非常に効率が低かったのでコレゾフ RD-36-51ターボジェットエンジンに換装された。Tu-144にNK-144がTu-144SにNK-144Aが搭載された。

## 仕様
出典:
- 推力 (kg): 28,660 (dry)  	38,580 (wet)
- 空気流量:551 lb/s
- 圧縮比: 14.2
- バイパス比: 0.60
- 軸: 2軸式
- 推力毎の燃料消費率: 1.81 lb/lbf hour[2]